# Csomor Csilla
Csomor Csilla (Jászberény, 1966. január 20. –) magyar színésznő.

## Élete
Már gyerekkorában balettozott, táncolt, énekelt, festett, furulyázott, és verset szavalt. Hatvanban a Bajza József Gimnáziumban érettségizett. Számos szavalóversenyt nyert, minden idejét a Jászfényszaru Amatőr Színjátszó Csoport tagjaként töltötte. 1988-ban Kerényi Imre osztályában végezte el a Színház- és Filmművészeti Egyetemet, utána a győri Kisfaludy Színházhoz szegődött, majd 1992-től a Nemzeti Színház, 2000-től pedig a Pesti Magyar Színház tagja lett. Az évek során számos prózai, zenés, és egyszemélyes darabban játszott. 1998 és 2007 között alakította a Barátok közt című magyar filmsorozat egyik főszerepét (Berényi Zsuzsa).

## Színpadi szerepei
A Színházi adattárban regisztrált bemutatóinak száma: 52. Ugyanitt hat színházi fotón is látható.
| - Katona József: Bánk bán....Izidora - Fráter Zoltán: Édes Rózám – Déryné szerelmei....Déryné Széppataki Róza - Georges Feydeau: Fel is út, le is út!....Lucette Gautier, énekesnő - Szörényi Levente - Bródy János: István, a király....Gizella, István felesége - Simon Gray: A játék vége....Marianne - Carlo Goldoni: Mirandolina....Ortensia, színésznő - Szép Ernő: Patika....Postamesterné - Yukio Mishima: Sade márkiné....Saint-Foad grófné - Shakespeare: Szentivánéji álom....Titánia, tündérkirálynő - Sławomir Mrożek: Tangó....Eleonóra - Molière: Tartuffe....Dorine - Vörösmarty Mihály: Árpád ébredése....Színésznő - Háy János: Házasságon innen, házasságon túl....Feleség, Erzsi - Gogol: Háztűznéző....Arina Pantyelejmonovna - Bertolt Brecht: A szecsuáni jó ember....Asszony - Csehov: Sirály....Nyina - Molnár Ferenc: Olympia....Olympia | - Kocsák - Móricz Zsigmond: Légy jó mindhalálig....Bella - Deval: A potyautas....Martin - Szakcsi-Csemer: Piros karaván....Náni - Bulgakov: Ádám és Éva....Éva Vojkevics - Bart: Oliver....Nancy - Ábrahám Pál: Viktória....Riquette - Arthur Miller: A salemi boszorkányok...Abigel - Shakespeare: Macbeth....Harmadik boszorkány - Szigligeti Ede: Liliomfi....Mariska - Madách Imre: Az ember tragédiája....Cluvia - Mikszáth Kálmán: A Noszty fiú esete Tóth Marival....Tóth Mari - Shakespeare: Lear király....Cordelia - Páskándi Géza: Vendégség....Mária - Békeffi-Lajtai: A régi nyár....Zsuzsi - Bródy Sándor: A tanítónő....Kántorkisasszony - Márai Sándor: A kassai polgárok....Genovéva - Vasserman: Godspell....Tanítvány - Slade: Válás Kaliforniában....Amy - Giraudoux: Chaillot bolondja....Irma |

## Filmjei
- A Vipera
- Fenn az ernyőn nincsen kas
- Levelek a zárdából
- Lumpáciusz Vagabundusz
- Régi nyár
- Fürkész történetei
- Lesz még nekünk szebb életünk… (1994)
- Barátok közt (1998–2007, epizódszerepek: 2008, 2009, 2011, 2012, 2013, 2015) (Berényi (Palotai) Zsuzsa)
- Szeress most! (2005)
- Szeszélyes (2007)
- Doktor Balaton (2022)

## Szinkronszerepei
- Mavi szerelme: Birgül (Birgül Ulusoy)

## Díjai, elismerései
- Farkas–Ratkó-díj (1997)
- Főnix díj (2006)
- Pepita Különdíj (2009)